# Medalia „Pentru muncă susținută” (Transnistria)

Medalia "Pentru muncă susţinută"

Reversul medaliei "Pentru muncă susţinută"

Medalia "Pentru muncă susținută" (în rusă Медаль "За трудовую доблесть") este una dintre decorațiile auto-proclamatei Republici Moldovenești Nistrene. Ea a fost înființată prin decretul nr. 219 al președintelui RMN, Igor Smirnov, din data de 10 septembrie 1993.

## Statut
1. Medalia "Pentru muncă susținută" a fost înființată pentru recompensarea activității lucrative îndelungate și a valorii dovedite în muncă. 
2. Cu Medalia "Pentru muncă susținută" sunt decorați muncitorii din economia națională, știință, cultură, educație, sănătate publică și alți cetățeni ai Republicii Moldovenești Nistrene, a căror perioadă de muncă este de cel puțin 15 ani. De asemenea, pot fi decorați și cetățenii altor state. 
3. Cu Medalia "Pentru muncă susținută" sunt decorați cetățenii:
a) pentru muncă creatoare lipsită de egoism, materializată în creșterea productivității muncii și în îmbunătățirea calității producției;
b) pentru folosirea efectivă a noilor tehnologii și aplicarea tehnologiilor avansate curaj, inovații de valoare și proiecte de raționalizare;
c) pentru succese remarcabile în domeniul științei, culturii, literaturii, artei, educației publice, sănătății publice, comerțului, alimentației publice, economiei domestice, a serviciilor comunale publice, în alte regiuni sau domenii de activitate;
d) pentru activitatea fructuoasă de educație și pregătire profesională a tineretului;
e) pentru merite în întărirea capacității defensive, a securității naționale a republicii, în apărarea legii și prevenirea criminalității;
f) pentru activitate publică plină de succes;
g) pentru succese în domeniul educației fizice și sportului.
4. Medalia "Pentru muncă susținută" se poartă pe partea stângă a pieptului și când deținătorul are și alte medalii, este aranjată după Medalia "Apărător al Transnistriei".

## Descriere
Medalia "Pentru activitatea de luptă" are formă de cerc cu diametrul de 32 mm și este confecționată din alamă. Pe aversul medaliei se află un soare răsărind pe fundal, cu razele imprimate în relief. Deasupra soarelui sunt reprezentate secera și ciocanul și două spice de grâu care se împletesc în partea de jos. În partea de jos a marginii medaliei este dispusă în arc de cerc pe o bandă de culoare roșie cu inscripția "За трудовую доблесть" ("Pentru muncă susținută"). Ambele fețe ale medaliei sunt mărginite de borduri. 
Reversul medaliei are margini convexe și cuprinde inscripția convexă în relief pe trei linii: "Приднестровская Молдавская Республика", prima linie fiind dispusă în arc de cerc de-a lungul marginii.
Medalia este prinsă printr-o ureche de o panglică pentagonală de mătase lucioasă, având o lățime de 24 mm. Panglica are trei benzi în culorile roșu-verde-roșu (simbolizând steagul național al Republicii Moldovenești Nistrene) cu lățimea de 7 mm fiecare. La extremități sunt benzi cu lățimea de 1,5 mm de culoare galbenă. Pe reversul panglicii se află o agrafă pentru prinderea decorației de haine.

## Persoane decorate
- Vladimir Iastrebceak - ministrul afacerilor externe
- Galina Urskaia - ministrul justiției
- Elena Cernenko - ministrul economiei
- Petr Stepanov - ministrul industriei
- Irina Molokanova - ministrul finanțelor
- Vladimir Beliaev - ministrul informațiilor și telecomunicațiilor
- Maria Pașcenko - ministrul învățământului
- Ivan Tkacenko - ministrul sănătății publice și al protecției sociale
- Grigore Mărăcuță - președintele Sovietului Suprem al RMN (1991-2005)
- Valerian Tulgara - deputat, președintele Uniunii Moldovenilor din Transnistria
- Viktor Kostîrko - primarul municipiului Tiraspol
- Iuri Platonov - șef al Administrației de Stat a raionului și orașului Rîbnița
- Vasili Tișcenko - șef al Administrației de Stat a raionului Slobozia
- Valerian Runkovski - șef al Administrației de Stat a raionului Camenca
- Vladimir Karauș - șef al Administrației de Stat a raionului Camenca (2001)